# Zakonito dedovanje
Zakonito dedovanje je pravni institut, pri katerem sodišče ugotovi kdo in v kolikšni meri je dedič zapustnikovega premoženja. Zakonito dedovanje v Sloveniji je urejeno z Zakonom o dedovanju (ZD). 
Zakonito dedovanje temelji na t. i. dednih redih. Dedni redi so zakonski termin, ki razmejuje različne vrste upravičencev do zakonitega dedovanja po zapustniku.
Od zakonitega dedovanja moramo ločiti nujnega dediča, nujni dedni delež, ugotovitev nujnega deleža in zahtevo za nujni delež dediča. Nujni dedni deleži in nujni dediči so sicer povezani z zakonitim dedovanjem in sicer tako, da znaša nujni dedni delež 1/2 (eno polovico) tistega, česar bi nujni dedič prejel, če bi prišlo do zakonitega dedovanja.
Posebnost zakonitega dedovanja in nujnega dednega deleža je tudi institut vštevanja daril v zapuščino.